# Обвалювання
Обвалювання — процес відокремлення м'язової, жирової та сполучної тканин від кісток. 
Може виконуватись як вручну людиною, так і за попомогою спеціального апарата — м'ясо-кісткового сепаратора. В останньому випадку сировина називається м'ясом механічного обвалювання, та вважається гіршої якості ніж м'ясо за рахунок того, що в масу потрапляє не тільки м'ясо, а й шкіра та жир.

## Процесс
На обвалювання і жилування надходить охолоджена і розморожена сировина з температурою в товщі м'язів 1-4 °С. Для вироблення варених ковбас — парне м'ясо з температурою не нижче 30 °С або що остигло з температурою не вище 12 °С. Під час використання парного м'яса проміжок часу між забоєм тварини і складанням фаршу не повинен перевищувати 4 години.